# Miclești, Vaslui
Miclești là một xã thuộc hạt Vaslui, România. Dân số thời điểm năm 2002 là 2976 người.